# Каров (Йерихов)
Каров (нем. Karow) — деревня в Германии, в земле Саксония-Анхальт. Входит в состав города Йерихов района Йерихов.
Население составляет 477 человек (на 31 декабря 2006 года). Занимает площадь 31,93 км².
Название населённого пункта имеет славянское происхождение.
До 31 декабря 2009 года Каров имел статус общины (коммуны). 1 января 2010 года вошла в состав города Йерихов.

## Достопримечательности
- Церковь 1703 года постройки.
- Усадьба 1708 года постройки.